# 1976. évi téli olimpiai játékok
Az 1976. évi téli olimpiai játékok, hivatalos nevén a XII. téli olimpiai játékok egy több sportot magába foglaló nemzetközi sportesemény volt, melyet 1976. február 4. és február 15. között rendeztek meg az ausztriai Innsbruckban. Ez volt a második alkalom, hogy a tiroli város látta vendégül a játékokat.
Az 1972-es nyári olimpián történt terrorakciót követően jelentősen megerősítették a biztonsági intézkedéseket.

## A pályázat
Négy város, Denver (USA), Sion (Svájc), Tampere (Finnország) és Whistler (Kanada) pályázata érkezett be az 1976-os téli olimpia megrendezésére.
1970. május 12-én Denver nyerte el az olimpia rendezésének jogát, azonban a költségek 300%-os emelkedése és a környezeti hatások iránti aggodalmak miatt 1972. november 7-én Colorado 59,4%-a elutasította, hogy közpénzből fedezzék a hiányzó összeget.
Denver hivatalosan november 15-én lépett vissza. A NOB felajánlotta a rendezés lehetőségét a kanadai pályázat számára, de ők is elutasították a választások eredményeképp a kormányban történt változások miatt. (Whistler adott otthont néhány versenyszámnak a 2010. évi téli olimpiai játékok során.)
Salt Lake City (amely város 2002-ben adott otthont a játékoknak) Denver visszalépése után bejelentkezett, mint lehetséges rendező. A NOB azonban elutasította ezt a lehetőséget, és 1973. február 5-én Innsbruck-nak adta a rendezési jogot, a városnak, ahova kilenc évvel korábban, 1964-ben már ellátogatott az olimpia.
A táblázat az eredeti, 1970-es amszterdami szavazás végeredményét tartalmazza.
| Az 1976-os téli olimpiai játékok pályázati eredménye | Az 1976-os téli olimpiai játékok pályázati eredménye | Az 1976-os téli olimpiai játékok pályázati eredménye | Az 1976-os téli olimpiai játékok pályázati eredménye | Az 1976-os téli olimpiai játékok pályázati eredménye |
| Pályázat                                             | Ország                                               | 1. kör                                               | 2. kör                                               | 3. kör                                               |
| ---------------------------------------------------- | ---------------------------------------------------- | ---------------------------------------------------- | ---------------------------------------------------- | ---------------------------------------------------- |
| Denver                                               | USA                                                  | 29                                                   | 29                                                   | 39                                                   |
| Sion                                                 | Svájc                                                | 18                                                   | 31                                                   | 30                                                   |
| Tampere                                              | Finnország                                           | 12                                                   | 8                                                    |                                                      |
| Vancouver-Garibaldi                                  | Kanada                                               | 9                                                    |                                                      |                                                      |

## Néhány érdekesség
- Az Egyesült Államok-beli Terry Kubicka a műkorcsolyázók között bemutatott egy veszélyes hátraszaltót.
- Az NSZK színeiben versenyző Rosi Mittermaier két aranyat és egy ezüstöt szerzett az alpesisí versenyszámaiban. Az óriás-műlesiklásban mindössze 0,12 másodperccel maradt el a győztes időtől.
- A szovjet Tatyana Averina négy érmet nyert gyorskorcsolyában, míg az Egyesült Államok versenyzői összesen hatot.
- Szovjetunió egymás után negyedszer nyerte a jégkorongtornát. Kanada 1972 után ismét nem küldött csapatot.
- Az olimpia kabalafigurája a Tiroli hóember volt.
- A bob- és szánkóversenyeket az olimpiák történetében először rendezték ugyanazon a pályán.
- Az 1976-os játékok alkalmából egy második üstöt építettek az olimpiai láng számára, amit az 1964-es olimpia lángjának üstjével együtt gyújtottak meg.

## Részt vevő nemzeti olimpiai bizottságok
Az alábbi nemzetek olimpiai csapatai küldtek sportolókat a játékokra. Zárójelben az adott nemzeti csapatban induló sportolók létszáma.
Ez volt az utolsó alkalom, hogy a Kínai Köztársaság ezen a néven és ezzel a zászlóval vett részt olimpián. Miután a legtöbb nemzetközi közösség elismerte a Kínai Népköztársaságot, mint Kína teljes területének törvényes kormányát, a Kínai Köztársaság ettől fogva Tajvan néven és egy másik zászló alatt versenyez, valamint nemzeti himnuszuk helyett a Nemzeti Zászló Dalát használják. Két ország, Andorra és San Marino számára ez volt az első téli játékok (vastagítással kiemeltek).
- Egyesült Államok (USA) (106 – 76 férfi, 30 nő)
- Andorra (AND) (5 – 5 férfi)
- Argentína (ARG) (8 – 8 férfi)
- Ausztrália (AUS) (8 – 5 férfi, 3 nő)
- Ausztria (AUT) (77 – 63 férfi, 14 nő)
- Belgium (BEL) (4 – 3 férfi, 1 nő)
- Bulgária (BUL) (29 – 29 férfi)
- Chile (CHI) (8 – 8 férfi)
- Csehszlovákia (TCH) (58 – 47 férfi, 11 nő)
- Finnország (FIN) (47 – 38 férfi, 9 nő)
- Franciaország (FRA) (35 – 29 férfi, 6 nő)
- Görögország (GRE) (4 – 4 férfi)
- Hollandia (NED) (7 – 3 férfi, 4 nő)
- Irán (IRI) (4 – 4 férfi)
- Izland (ISL) (8 – 6 férfi, 2 nő)
- Japán (JPN) (52 – 50 férfi, 2 nő)
- Jugoszlávia (YUG) (28 – 27 férfi, 1 nő)
- Kanada (CAN) (59 – 38 férfi, 21 nő)
- Kínai Köztársaság (ROC) (6 – 6 férfi)
- Dél-Korea (KOR) (3 – 1 férfi, 2 nő)
- Lengyelország (POL) (56 – 43 férfi, 13 nő)
- Libanon (LIB) (1 – 1 férfi)
- Liechtenstein (LIE) (9 – 6 férfi, 3 nő)
- Magyarország (HUN) (3 – 2 férfi, 1 nő)
- Nagy-Britannia (GBR) (42 – 31 férfi, 11 nő)
- NDK (GDR) (59 – 40 férfi, 19 nő)
- NSZK (FRG) (71 – 56 férfi, 15 nő)
- Norvégia (NOR) (42 – 35 férfi, 7 nő)
- Olaszország (ITA) (58 – 47 férfi, 11 nő)
- Románia (ROU) (32 – 32 férfi)
- San Marino (SMR) (2 – 2 férfi)
- Spanyolország (ESP) (4 – 4 férfi)
- Svájc (SUI) (59 – 52 férfi, 7 nő)
- Svédország (SWE) (39 – 30 férfi, 9 nő)
- Szovjetunió (URS) (79 – 59 férfi, 20 nő)
- Törökország (TUR) (9 – 9 férfi)
- Új-Zéland (NZL) (5 – 3 férfi, 2 nő)

## Versenyszámok
Az innsbrucki játékokon tíz sportágban illetve szakágban huszonhárom férfi, tizenkét női és két vegyes versenyszámban osztottak érmeket. Ezek eloszlásáról ad tájékoztatást az alábbi táblázat.
A jégtánc ezen az olimpián debütált.
| Sportág / Szakág | Versenyszámok száma | Versenyszámok száma | Versenyszámok száma | Versenyszámok száma |
| Sportág / Szakág | Férfi               | Női                 | Vegyes              | Összes              |
| ---------------- | ------------------- | ------------------- | ------------------- | ------------------- |
| Alpesisí         | 3                   | 3                   | 0                   | 6                   |
| Biatlon          | 2                   | 0                   | 0                   | 2                   |
| Bob              | 2                   | 0                   | 0                   | 2                   |
| Északi összetett | 1                   | 0                   | 0                   | 1                   |
| Gyorskorcsolya   | 5                   | 4                   | 0                   | 9                   |
| Jégkorong        | 1                   | 0                   | 0                   | 1                   |
| Műkorcsolya      | 1                   | 1                   | 2                   | 4                   |
| Sífutás          | 4                   | 3                   | 0                   | 7                   |
| Síugrás          | 2                   | 0                   | 0                   | 2                   |
| Szánkó           | 2                   | 1                   | 0                   | 3                   |
| Összesen         | 23                  | 12                  | 2                   | 37                  |

## Éremtáblázat
(A táblázatban a rendező ország csapata eltérő háttérszínnel, az egyes számoszlopok legmagasabb értéke vagy értékei vastagítással kiemelve.)
| Az 1976. évi téli olimpiai játékok éremtáblázatának első tíz helyezettje | Az 1976. évi téli olimpiai játékok éremtáblázatának első tíz helyezettje | Az 1976. évi téli olimpiai játékok éremtáblázatának első tíz helyezettje | Az 1976. évi téli olimpiai játékok éremtáblázatának első tíz helyezettje | Az 1976. évi téli olimpiai játékok éremtáblázatának első tíz helyezettje | Olimpia  |
| ------------------------------------------------------------------------ | ------------------------------------------------------------------------ | ------------------------------------------------------------------------ | ------------------------------------------------------------------------ | ------------------------------------------------------------------------ | -------- |
|                                                                          | Ország                                                                   | Arany                                                                    | Ezüst                                                                    | Bronz                                                                    | Összesen |
| 1.                                                                       | Szovjetunió (URS)                                                        | 13                                                                       | 6                                                                        | 8                                                                        | 27       |
| 2.                                                                       | NDK (GDR)                                                                | 7                                                                        | 5                                                                        | 7                                                                        | 19       |
| 3.                                                                       | Egyesült Államok (USA)                                                   | 3                                                                        | 3                                                                        | 4                                                                        | 10       |
| 4.                                                                       | Norvégia (NOR)                                                           | 3                                                                        | 3                                                                        | 1                                                                        | 7        |
| 5.                                                                       | NSZK (FRG)                                                               | 2                                                                        | 5                                                                        | 3                                                                        | 10       |
| 6.                                                                       | Finnország (FIN)                                                         | 2                                                                        | 4                                                                        | 1                                                                        | 7        |
| 7.                                                                       | Ausztria (AUT)                                                           | 2                                                                        | 2                                                                        | 2                                                                        | 6        |
| 8.                                                                       | Svájc (SUI)                                                              | 1                                                                        | 3                                                                        | 1                                                                        | 5        |
| 9.                                                                       | Hollandia (NED)                                                          | 1                                                                        | 2                                                                        | 3                                                                        | 6        |
| 10.                                                                      | Olaszország (ITA)                                                        | 1                                                                        | 2                                                                        | 1                                                                        | 4        |